# A3 Noticias 24
A3 Noticias 24 és un canal de notícies les 24 hores del dia, produït per Antena 3 que emet de manera gratuïta exclusivament a través d'internet. La distribució de la seva pantalla es podria assemblar a la pantalla utilitzada per Bloomberg TV, encara que a diferència d'aquest, no se centra en exclusiva en les notícies financeres, sinó que és un canal de notícies amb l'actualitat soci-política (política; esdeveniments; meteorologia; esdeveniments i espectacles;…) nacional i internacional.
El canal A3 Notícies 24 és hereu del canal multipantalla desaparegut i interactiu de notícies continuades A3N24 que emetia a través de quatre canals de vídeo en la desapareguda plataforma Via Digital. Quan Via es va fusionar amb Canal Satèl·lit Digital, el canal va passar a ocupar un sol canal de vídeo i va perdre la seva interactivitat, cosa que va suposar que el canal acabés deixant d'emetre en estar "mutilat".